# Fermín Isaza

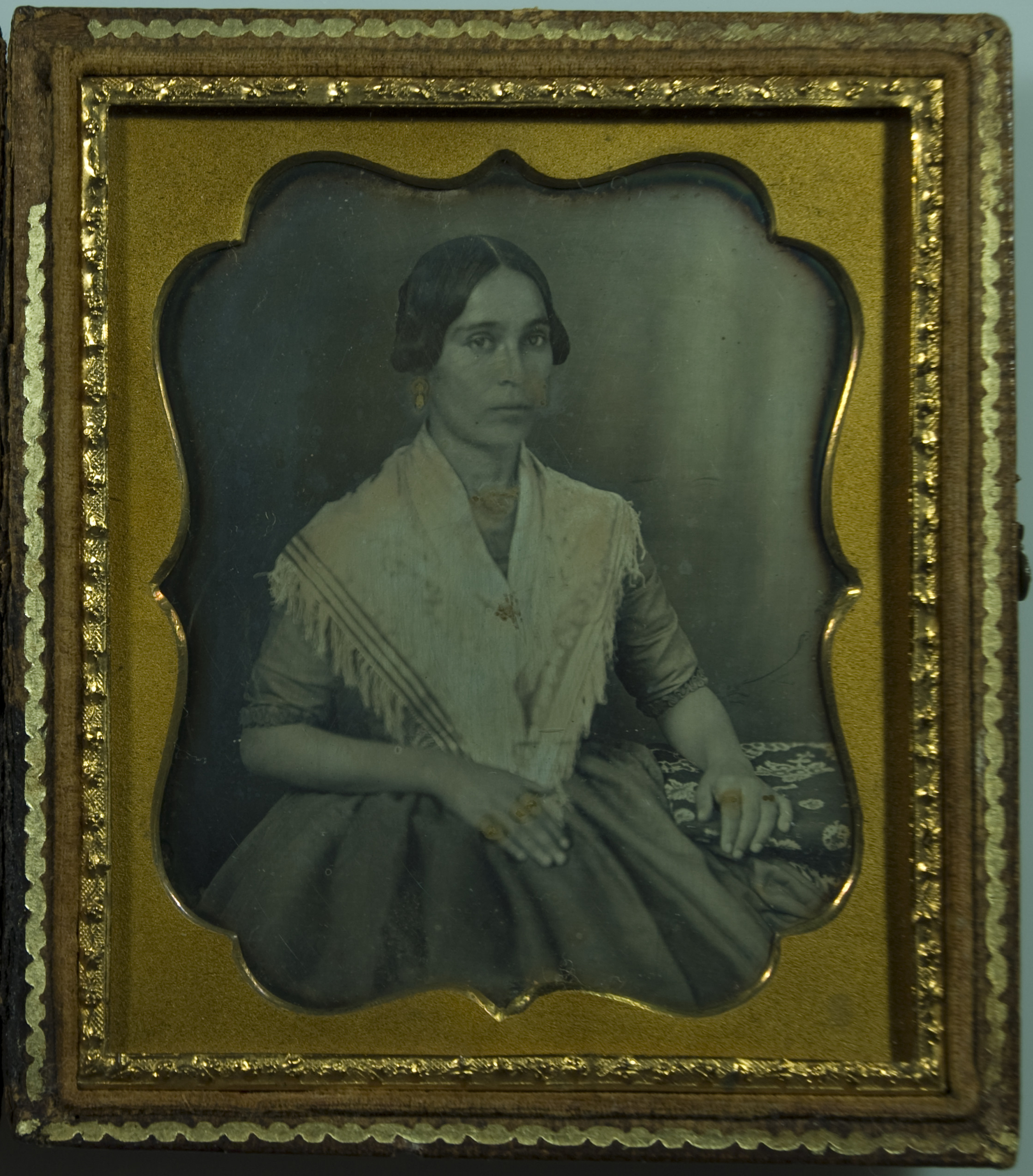
Daguerrotypový portrét Lucrecia Guerrero Uribe, 1848. Autor: Fermín Isaza.

Fermín Isaza (1809, Envigado – 1887, Bogota) byl kolumbijský malíř a fotograf. Byl prvním Kolumbijcem, který si v září 1848 otevřel fotografický ateliér v Medellínu.

## Životopis
Studoval malbu a pracoval na malbách a miniaturách se značným úspěchem, který spojil se svou láskou k hudbě. Z manželství s Rudesindou Pizarro měl čtyři děti. V Bogotě se seznámil s Luisem Garcíou Heviou na Akademii kresby a malby, kterou založil v roce 1846, a předpokládá se, že se daguerrotypii naučil od Evie.
V září 1848 si v Medellínu otevřel fotografický ateliér, aby zhotovoval daguerrotypie, jak inzerovaly noviny El Antioqueño Constitucional, které mu poskytovaly prostředky k pohodlnému životu, i když se později vrátil do Bogoty, kde až do své smrti pracoval jako malíř.
Z jeho děl se zachovalo jen málo, ale můžeme mezi nimi vyzdvihnout: olejový portrét biskupa Dominga Riaña z roku 1864, další Juana Crisóstoma Uribeho z roku 1866, miniaturu Eulogia Ochoa z roku 1845 a daguerrotypie Estebána Isazy Robleda a Lucrecia Guerrero Uribe.

## Od negativu k pozitivu
Daguerrotypie je negativní i pozitivní v závislosti na úhlu pozorování a dopadu světla, které dostává. Následující video je ukázkou tohoto efektu úpravou úhlu světelného zdroje.